# Бербок, Анналена
Анналена Шарлотта Альма Бе́рбок (Бэрбок, нем. Annalena Charlotte Alma Baerbock; род. 15 декабря 1980[…], Ганновер) — немецкий политический и государственный деятель. Избранный Председатель Генеральной Ассамблеи ООН 80-й сессии с 2 июня 2025 года (вступит в должность 9 сентября). Министр иностранных дел Германии (2021—2025). Сопредседатель партии Союз 90 / Зелёные (совместно с Робертом Хабеком) с 2018 по 2022 год. С 2013 года Бербок является депутатом Бундестага.

## Биография
Анналена Бербок выросла на ферме в Паттензене под Ганновером (ФРГ) в семье инженера-машиностроителя и социального педагога, у неё есть две сестры. Её бабушка и дедушка по материнской линии являются переселенцами, переехавшими в 1958 году из Верхней Силезии в Германию. Её дедушка по отцовской линии — Вальдемар Бербок (1913—2016) во время Второй мировой войны был офицером Вермахта, служившим инженером в подразделении по ремонту зенитных орудий. В 1944 году награжден Крестом «За военные заслуги с мечами».
Училась в Гумбольдтовской школе в Ганновере (Humboldtschule Hannover).
В 1980-х гг. вместе со своими родителями принимала участие в живых цепях против гонки вооружений и в антиядерных демонстрациях.
В 16 лет провела год по школьному обмену во Флориде. В юности Бербок занималась прыжками на батуте, участвовала в чемпионатах Германии и трижды завоёвывала бронзу.
В 2000—2004 годах изучала политологию и публичное право в Гамбургском университете. В 2005 году получила степень магистра международного публичного права Лондонской школы экономики (LSE). В 2005 году прошла стажировку в Британском институте международного и сравнительного права (BIICL). Начала писать диссертацию по стихийным бедствиям и гуманитарной помощи в Свободном университете Берлина, но не завершила работу.
В 2005—2008 годах работала в офисе Элизабет Шрёдтер в Европейском парламенте. В период с 2008 по 2009 год работала советником по внешней политике и политике безопасности в парламентской группе партии «Зелёных» в бундестаге.
С 2020 года Бербок участвует в программе молодых лидеров Всемирного экономического форума.

## Политическая карьера
В 2005 году Бербок стала членом «Союза 90 / Зелёные». В октябре 2008 года была избрана в исполнительный совет государственной группы своей партии в Бранденбурге, а в следующем году заняла пост председателя совета, который занимала до 2013 года. С 2008 по 2013 год была представителем Федеральной рабочей группы по Европе. Таким образом, Бербок внесла свой вклад в европейскую политику партии с точки зрения содержания, концепции и стратегии. С 2009 по 2012 год входила в исполнительный совет Европейской партии зелёных.
С 2012 по 2015 год Бербок была членом партийного совета «Союза 90 / Зелёные», состоявшая из 16 человек. Комитет консультирует, в частности федеральный совет зелёных и служит связующим звеном между федеральной ассоциацией, ассоциациями регионов и членами партии.
В 2009 году Бербок безуспешно баллотировалась на место в избирательном списке своей партии на федеральных выборах. В 2013 году была кандидатом от Партии зелёных в избирательном округе Потсдам — Потсдам-Миттельмарк II — Тельтов-Флеминг II, а также заняла лидирующее место в избирательном списке партии в Бранденбурге. Через избирательный список стала депутатом бундестага.
Во время своего первого срока Бербок была членом Комитета по экономике и энергетике, а также Комитета по европейским делам. В своей парламентской группе выступала в качестве спикера по климатической политике. В последнем качестве участвовала в конференциях Рамочной конвенции ООН об изменении климата в Варшаве (2013), Лиме (2014), Париже (2015) и Марракеше (2016).
На парламентских выборах 2017 года Бербок снова была ведущим кандидатом в Бранденбурге, сохранив своё место в парламенте. После выборов была одним из членов переговорной команды своей партии, так как Партия зелёных вступила (безуспешно) в коалиционные переговоры с ХДС/ХСС и СвДП. С тех пор является членом Комитета по делам семьи, пожилых людей, женщин и молодёжи.
27 января 2018 года на национальном съезде Партии зелёных в её родном городе Ганновер Бербок была избрана одним из двух равноправных председателей партии на федеральном уровне, к которой присоединился лидер зелёных Роберт Хабек. Набрала 64 % голосов, больше, чем её соперница Аня Пиль. На съезде партии в 2019 году была переизбрана с 97,1 %, что является самым высоким результатом для председателя партии.
19 апреля 2021 года Анналена Бербок и Роберт Хабек объявили, что федеральное правление зелёных выдвинуло Бербок кандидатом на пост канцлера на федеральных выборах 2021 года. Это было официально подтверждено на съезде партии, который прошёл с 11 по 13 июня. Исторически Бербок — вторая женщина после Ангелы Меркель, претендовавшая на высший государственный пост. Ни один предыдущий кандидат в канцлеры не был моложе Бербок.
В «программной» книге Бербок под названием «Сейчас. Как мы обновим нашу страну» (Jetzt. Wie wir unser Land erneuern), опубликованной перед парламентскими выборами 2021 года, содержится множество никак не обозначенных цитат из онлайн-блогов и статей, некоторые даже попросту из Википедии. Об этом написал в своём блоге исследователь медиа из Зальцбургского университета Штефан Вебер (Stefan Weber). В ответ на обвинения в плагиате представитель партии «Зелёных» заявил, что не считает их серьёзными: он видит в них целенаправленную попытку запятнать репутацию Анналены Бербок и полагает, что в своей книге политик ничьи авторские права не нарушила. Адвокат, нанятый Бербок, эту точку зрения полностью разделяет.
24 ноября 2021 года Бербок выдвинута на должность министра иностранных дел в правительстве Олафа Шольца. Вступила в должность 8 декабря.

… В данный момент наша страна переживает самый сильный экономический шок со времён Второй мировой войны, а миропорядок в Европе находится под угрозой. В такие времена необходимы мужество и крепкий стержень для того, чтобы принимать сложные решения. И мы, Зелёные, делаем это, наша страна делает это. …— Федеральный министр иностранных дел Анналена Бербок, интервью газете «Нойе Оснабрюкер Цайтунг», 11 октября 2022 года.

## Вторжение России на Украину
11 января 2023 года сделала внезапный визит на Украину. В частности, посетила Харьков, где осмотрела разрушения и выступила с заявлением в поддержку Украины, объявив о выделении дополнительных 40 млн евро.
24 января 2023 года на заседании ПАСЕ в ходе дебатов о поставках танков Бербок призвала Совет Европы к сплочённости со словами: «мы ведём войну против России, а не друг с другом» (англ. we are fighting a war against Russia, and not against each other).

## Личная жизнь
Анналена Бербок была замужем за политическим консультантом Даниэлем Холефляйшем (Daniel Holefleisch; род. 1973), от которого у неё есть две дочери, 2011 и 2015 годов рождения. Семья проживала в Потсдаме, Бранденбург.
В ноябре 2024 года после 17 лет брака супруги объявили о своём решении расстаться.